# 수산중학교
수산중학교(水山中學校)는 대한민국 충청북도 제천시 수산면 수산리에 있는 공립 중학교이다.

## 학교 연혁
- 1923년 4월 1일 : 수산초등학교 설립
- 1964년 3월 16일 : 수산중학교 설립
- 1995년 3월 1일 : 수산초등학교병설유치원 개원(1학급)
- 2000년 3월 1일 : 수산초중학교 통합 운영
- 2023년 3월 2일 : 중학교 4명 입학
- 2024년 1월 5일 : 수산중학교 제60회 졸업(졸업생 총수 4,574명)
- 2024년 3월 1일 : 제18대 김성태 교장 부임

## 참고 자료
- 수산중학교 - 한국교육학술정보원 학교알리미